# Unione Sportiva Olbia 1977-1978
Questa voce raccoglie le informazioni riguardanti l'Unione Sportiva Olbia nelle competizioni ufficiali della stagione 1977-1978.